# Rodolfo Beltran
Rodolfo Fontiveros Beltran (ur. 13 listopada 1948 w Gattaran-Cagayan, zm. 17 czerwca 2017 w Manili) – filipiński duchowny katolicki, biskup San Fernando de La Union w latach 2012-2017.

## Życiorys
Święcenia kapłańskie przyjął 25 marca 1976 i został inkardynowany do archidiecezji Tuguegarao. Pracował głównie jako duszpasterz parafialny oraz wykładowca seminariów w Tuguegarao i Baguio. W 2005 mianowany wikariuszem generalnym archidiecezji.
18 marca 2006 papież Benedykt XVI mianował go wikariuszem apostolskim Bontoc-Lagawe. Sakry biskupiej udzielił mu 16 maja 2006 abp Diosdado Talamayan, ówczesny arcybiskup Tuguegarao.
30 października 2012 został mianowany biskupem San Fernando de La Union.
Zmarł w Manili 17 czerwca 2017.